# 고지로촌 (오카야마현 시쓰키군)
고지로촌(神代村)은 오카야마현 시쓰키군에 있던 촌이다. 현재의 이바라시 고지로정에 해당한다.

## 지리
오다강의 좌안에 위치해 있었다

## 역사
- 1889년 6월 1일 - 정촌제 시행에 의해 시쓰키군 고지로촌이 성립하였다.
- 1900년 4월 1일 - 히가시에바라촌과 합병해 에바라촌이 성립하여 폐지되었다

## 참고문헌
- 角川日本地名大辞典 33 岡山県
- 『市町村名変遷辞典』東京堂出版、1990年。